# Ermita de Sant Roc de Vilafranca
L'ermita de Sant Roc, localitzada al carrer homònim de Vilafranca, a la comarca dels Ports, és un antic lloc de culte catòlic catalogat com Bé de rellevància local, segons la Disposició Addicional Cinquena de la Llei 5/2007, de 9 de febrer, de la Generalitat Valenciana, de modificació de la Llei 4/1998, d'11 de juny, del Patrimoni Cultural Valencià (DOCV Núm. 5.449 / 13/02/2007), amb codi identificatiu: 12.02.129-013.

## Història
L'origen de l'ermita està relacionat amb una llegenda que explica que un home afectat per la pesta, es va refugiar en una cova no gaire apartada de Vilafranca, llavors va prometre solemnement que si quedava guarit, aixecaria una ermita a Sant Roc. És així com s'erigeix la primera ermita a Sant Roc (i en considerar obra també d'aquest sant que la població sencera es deslliurés d'una plaga de llagostes, Sant Roc va ser nomenat patró de la localitat el 1688), que es localitzava prop del conegut com “Barranc de la Fos” i del “Pou de la Llàmia”.

Aquesta ermita dataria de 1520 i va deixar d'utilitzar-se per la dificultat que comportava accedir a ella. De fet es va trigar més de cent anys a realitzar tant un sermó en l'ermita (el 1658), com a realitzar una processó fins a ella (el 1665). És per això que es va decidir entre els anys 1705 i 1726, construir una nova ermita en les proximitats del poble, a l'anomenat carrer de les Eres de Sant Roc, en el mateix lloc en el qual s'aixecava una crea de terme, actualment desapareguda, que es coneixia com de Sant Agustí, i que va acabar per conèixer-se com peiró de “Sant Roc”. L'antiga ermita va passar a tenir com advocació Santa Bàrbara, fins que a la santa se li va construir una altra més idònia, moment en el qual l'edifici va quedar totalment abandonat.
Es van dur a terme reformes estructurals en l'ermita entre 1740 i 1741, en presentar greus esquerdes. Durant la guerra de 1936 es va utilitzar com a ferreria, la qual cosa va suposar la pèrdua o la destrucció de la majoria dels seus ornaments. És per això pel que més tard es va procedir a rehabilitar-la i restaurada almenys parcialment, malgrat la qual cosa va sofrir un abandó progressiu que ha arribat fins a l'actualitat en la qual roman sense culte i en continu procés de deteriorament, aconseguint d'ací a poc temps la ruïna.

## Descripció
Externament es contempla un edifici exempt, d'aspecte robust, encara que molt esvelt i alt, destacant en la façana principal el pòrtic o atri. En els laterals es poden veure contraforts. Els seus fonaments s'assenten en una plataforma rocosa amb una certa inclinació que se salva amb una escala. La coberta és a dues aigües i presenta un atri en el qual s'obren tres arcs de mig punt, presentant el pilar esquerre un escut de Villafranca gravat en pedra, per sobre ell se situa el cor, que rep la il·luminació interior a través d'una finestra rectangular oberta en la façana. Presenta una cornisa mixtilínea adornada amb boles en les cantonades i com a rematada final (que és curvilínia, com ocorre en la façana de l'ermita de Santa Bàrbara) al centre de la façana presenta una espadanya amb buit per a una sola campana, que no existeix. La rematada de l'espadanya són una creu i penell.
Respecte a l'interior, és de planta de nau única amb altar major i murs decorats amb pintures relatives al sant.
Les festes del sant (el dia del qual és el 16 d'agost) se celebren el 15 d'agost, realitzant-se diversos actes lúdics i religiosos.